# サン＝ジュリアンAOC
サン=ジュリアン AOC（仏: Saint-Julien AOC）は、フランスのワイン産地。AOCは「Appellation d'Origine Contrôlée」の略で、フランスワインの中でも最高級ワインをさす。
シャトー・マルゴーのあるマルゴー村と、1級格付けのワインが3つもあるポーイヤックに囲まれているが、1級格付けは一つもない。2級格付けは5つあり、3級や4級をあわせると格付けシャトーは11に上る。
排水の良い砂利混じりの畑が多く、カベルネ・ソーヴィニョンの栽培に最適で、フローラル系の香りが豊かな、やや軽めながら、繊細で優雅でバランスの良いワインが作られている。

## 有名シャトー
- Château Beychevelle シャトー・ベイシュヴェル（4級）
- Château Branaire-Ducru シャトー・ブラネール・デュクリュ（4級）
- Château Gloria
- Château Ducru-Beaucaillou シャトー・デュクリュ・ボーカイユ（2級）
- Château Gruaud-Larose シャトー・グリュオー・ラローズ（2級）
- Château Lagrange シャトー・ラグランジュ（3級）
- Château Langoa-Barton
- Château Léoville-Las Cases シャトー・ラオヴィル・ラ・カス（2級）
- Château Léoville-Poyferré シャトー・レオヴィル・ポワフェレ（2級）
- Château Léoville-Barton シャトー・レオヴィル・バルトン（2級）
- Château Saint-Pierre シャトー・サン・ピエール（4級）
- Château Talbot シャトー・タルボ（4級）